# Eleocharis suksdorfiana
Eleocharis suksdorfiana är en halvgräsart som beskrevs av Gustave Beauverd. Eleocharis suksdorfiana ingår i släktet småsäv, och familjen halvgräs. Inga underarter finns listade i Catalogue of Life.